# Via Popilia

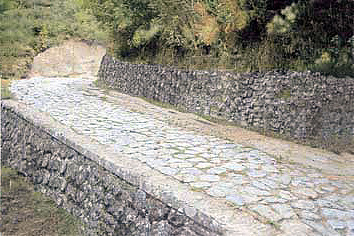
Ein Abschnitt der Via Popilia (Capua-Rhegium) in der modernen Metropolitanstadt Reggio Calabria.

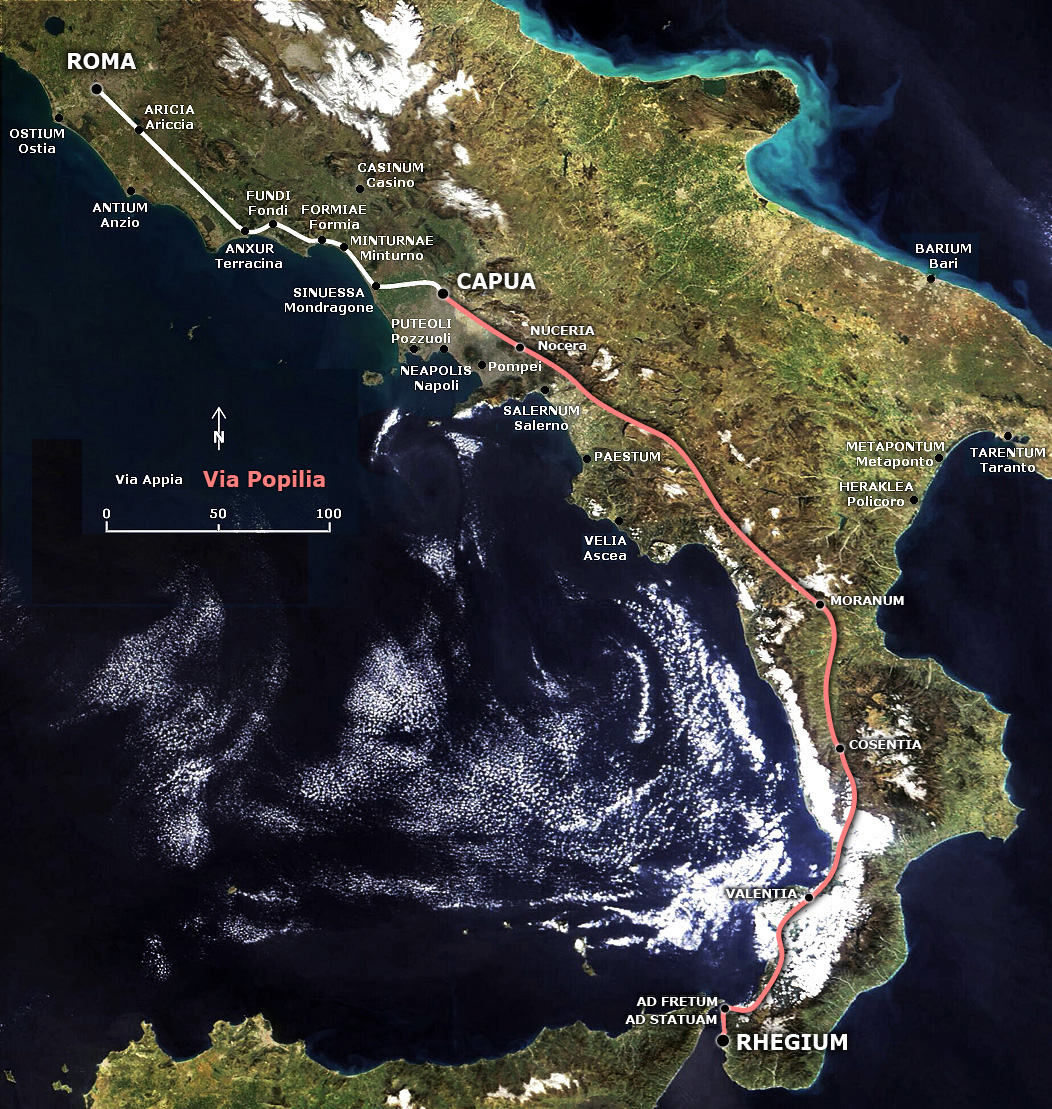
Verlauf der Via Popilia

Die Via Popilia (auch Via Popillia) ist eine Römerstraße in Kampanien und Kalabrien.

## Verlauf
Sie wurde 132 v. Chr. unter dem Konsul Publius Popillius Laenas errichtet und führte über etwa 400 km von Capua über Nocera (Nuceria), Morano (Moranum), Cosenza (Consentia), Vibo Valentia (Valentia) nach Reggio Calabria (Rhegium) im Süden.